# Andrieșeni (gmina)
Andrieșeni – gmina w Rumunii, w okręgu Jassy. Obejmuje miejscowości Andrieșeni, Buhăeni, Drăgănești, Fântânele, Glăvănești, Iepureni i Spineni. W 2011 roku liczyła 4117 mieszkańców.